# Первушина, Анастасия Витальевна
Анастасия Витальевна Первушина (24 февраля 2002, Сызрань, Самарская область, Россия) — российская футболистка, полузащитница  пермской «Звезды-2005».

## Биография
Начала заниматься футболом в 8 лет. Первый тренер — Евгений Александрович Фоменко. Выступала на позициях крайнего защитника, крайнего полузащитника, центрального опорного полузащитника.
В составе ульяновской «Волги» стала серебряным призёром первенства России по мини-футболу среди девушек 2001—2002 г.р., лучшим бомбардиром команды и получила приз лучшего защитника турнира. После этого Анастасию пригласили продолжить спортивную карьеру в столичном регионе. Окончив 9-й класс сызранской школы № 16, Первушина успешно поступила в училище (техникум) олимпийского резерва (УОР) № 2 в Звенигороде Московской области. В октябре 2019 года в составе команды ГБПОУ МО «УОР № 2» под руководством Томилина С. А. и Милакова В. Н. завоевала золотые медали Первенства России по футболу среди женских команд 2 дивизиона. Анастасия Первушина была признана лучшим полузащитником соревнований.
С января 2022 года — игрок Молодёжного состава московского «Динамо». 17 сентября 2022 года забила свой первый гол за «Динамо» в официальных матчах — в ворота ЖФК «Рубин» (3:0). В составе «Динамо» стала серебряным призёром Молодёжного первенства 2022 года. На сезон 2024 отправилась в аренду в пермскую «Звезду-2005», после чего был произведён полноценный трансфер в «Звезду-2005».
Первый матч за основную команду «Динамо» в Суперлиге провела 13 марта 2023 года против ЦСКА.
В сентябре 2018 года впервые получила вызов и дебютировала в составе юниорской сборной России U-17 в товарищеском матче с Сербией.